# 阳关镇
阳关镇，是中华人民共和国甘肃省酒泉市敦煌市下辖的一个乡镇级行政单位。2007年前原名南湖乡，后改名为阳关镇。阳关位于此地。

## 行政区划
阳关镇下辖以下地区：
营盘村、阳关村、寿昌村、龙勒村和二墩村。